# 黑新雯
黑新雯（1967年—），河南平舆人，汉族，中华人民共和国政治人物、第十一届全国人民代表大会重庆地区代表。
毕业于成都电子科技大学计算机应用专业，是中共党员。担任西南计算机有限责任公司装备制造厂（车间）副主任。2008年起担任全国人大代表。